# Arte de capa

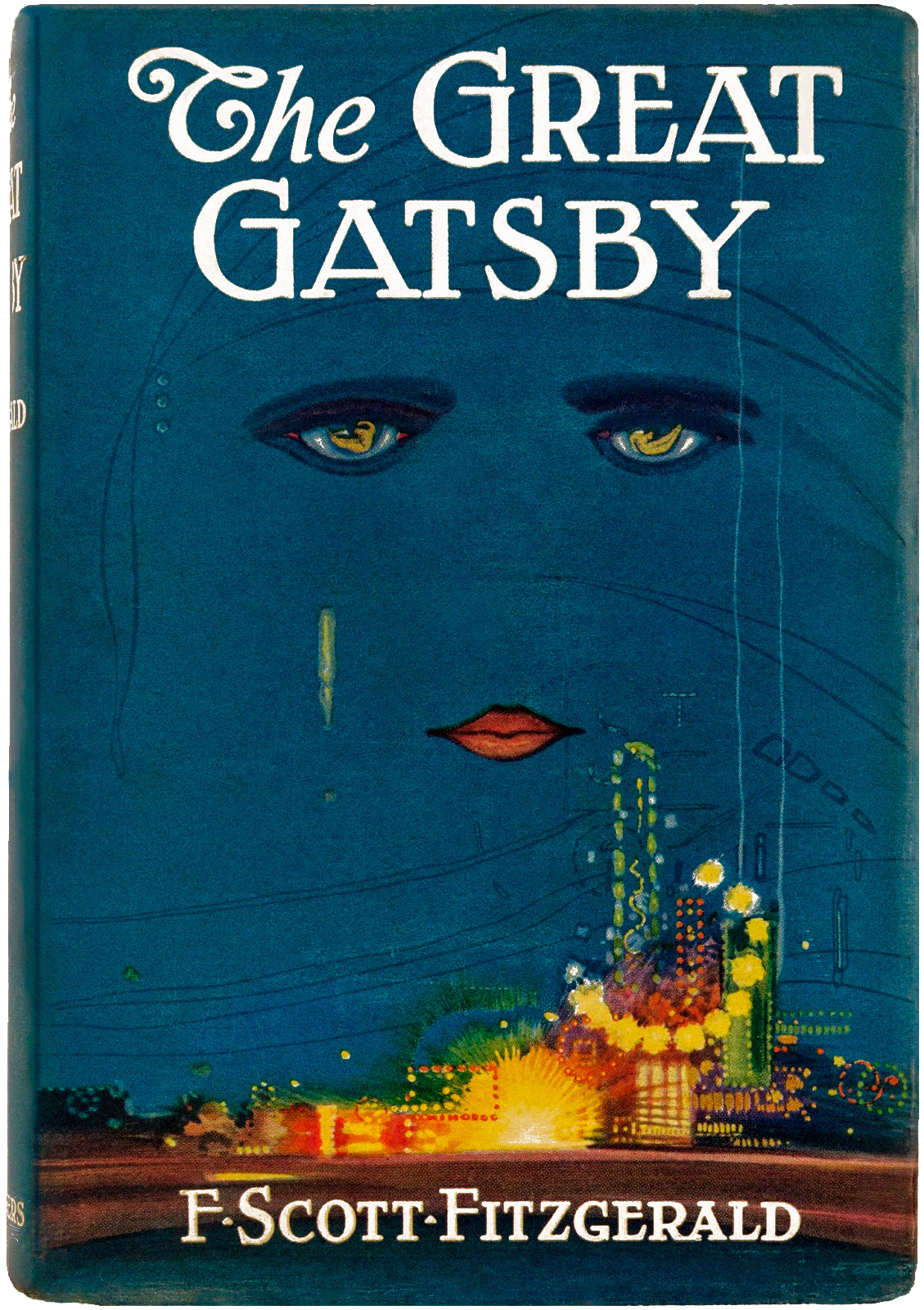
The Great Gatsby de F. Scott Fitzgerald, arte da sobrecapa por Francis Cugat, 1925

A arte da capa é um tipo de arte apresentada como uma ilustração ou fotografia na parte externa de um produto publicado, como um livro (geralmente em uma sobrecapa), revista, jornal (tabloide), história em quadrinhos, videogame (box art),  álbum musical (capa do álbum), CD, fita de vídeo, podcast, DVD e outros.
A arte tem uma função principalmente comercial, por exemplo, para promover o produto em que é exibida, mas também pode ter uma função estética e pode estar artisticamente conectada ao produto, como a arte do criador do produto.

## Galeria

### Livros

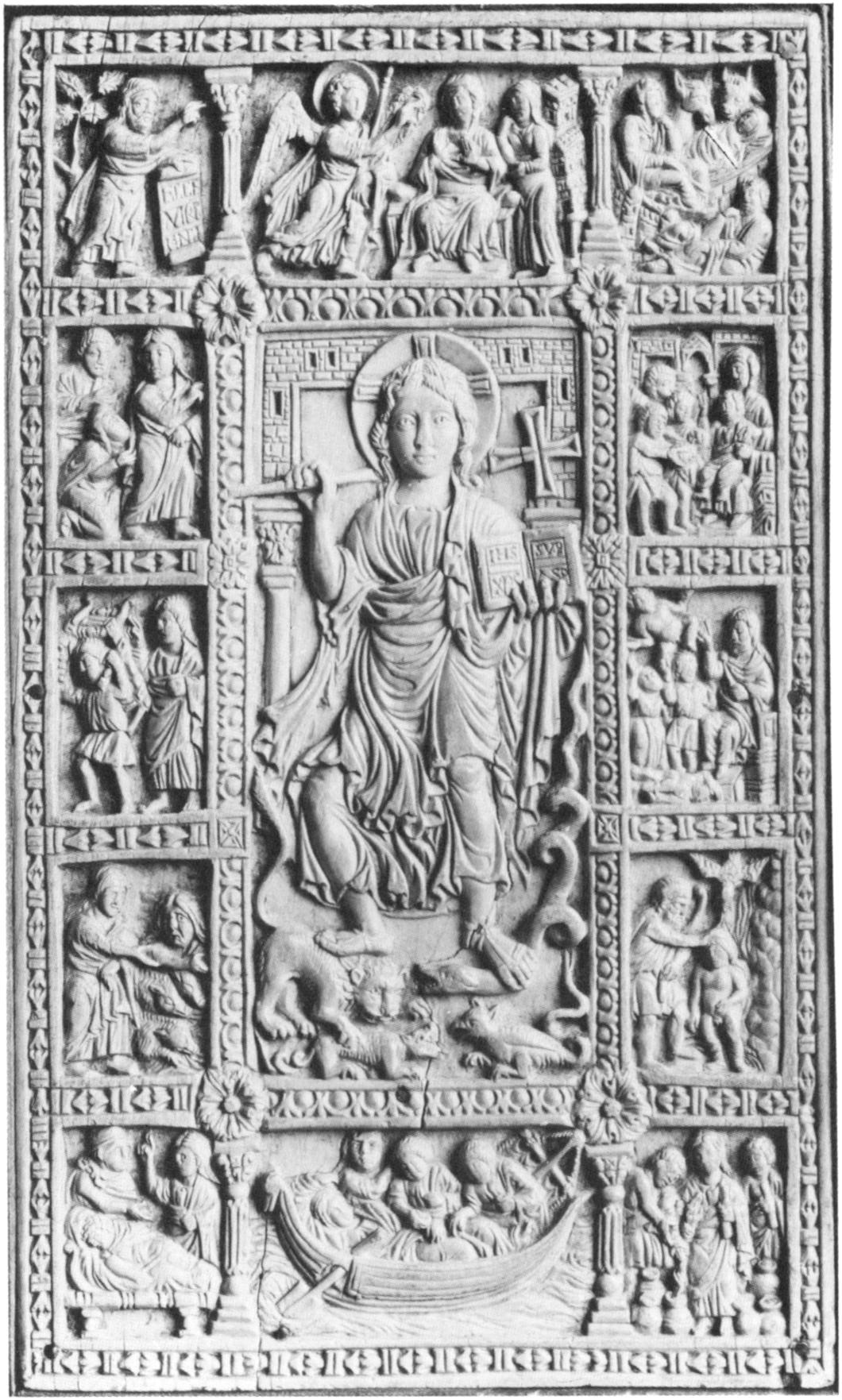
Capa de livro de marfim com cenas da vida de Cristo, c. 800 AD
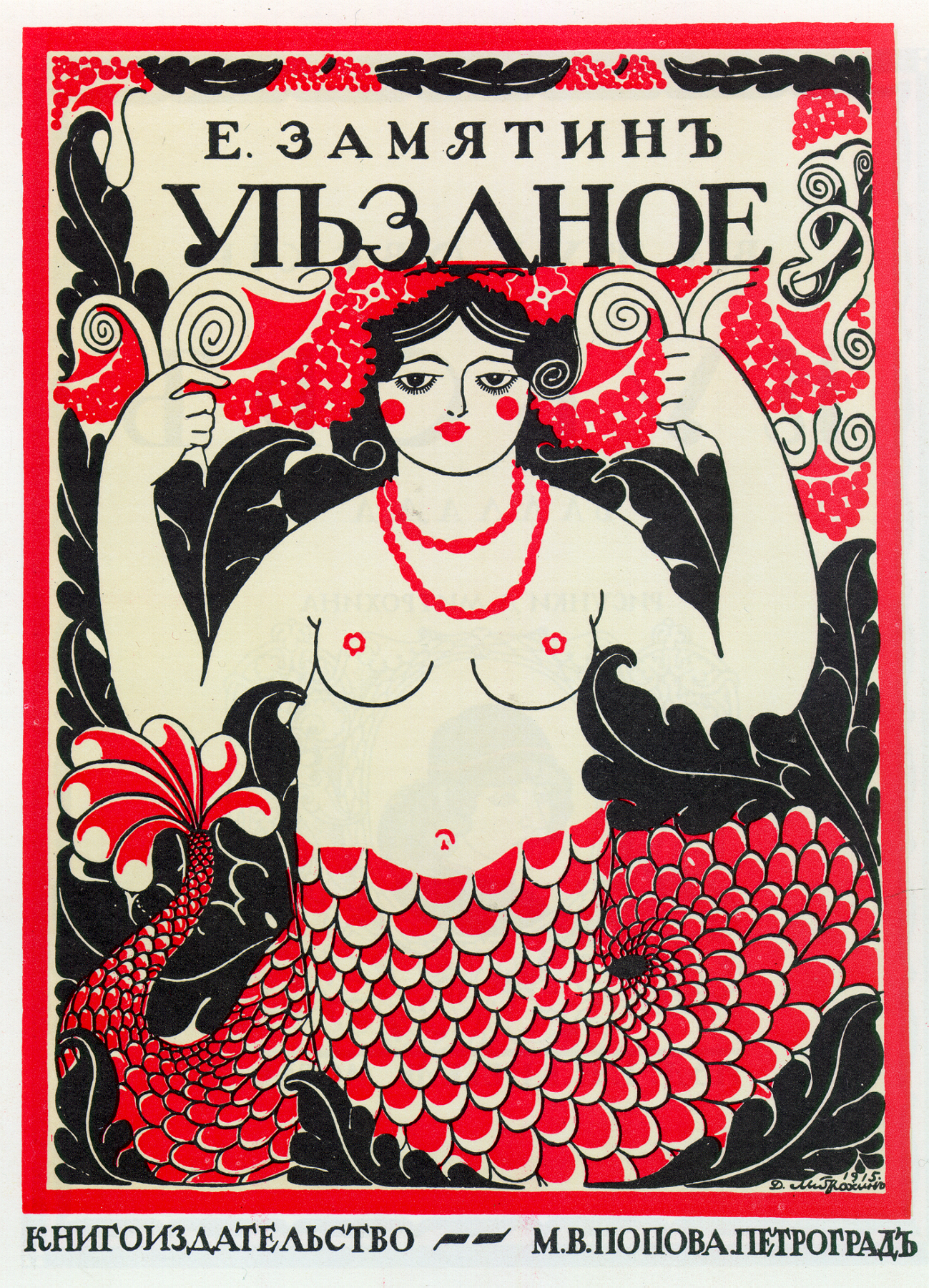
Uezdnoe, de Yevgeny Zamyatin, 1916
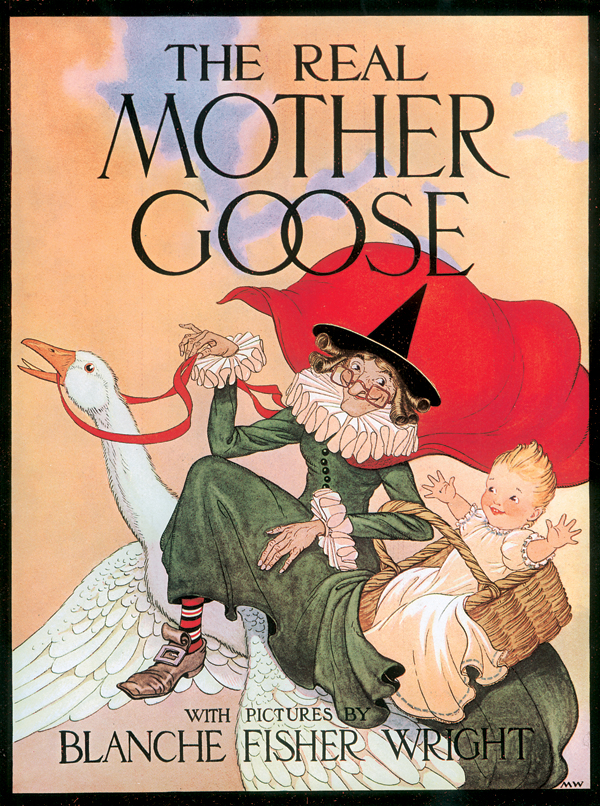
The Real Mother Goose de Blanche Fisher Wright, 1916

### Jornais, revistas, quadrinhos

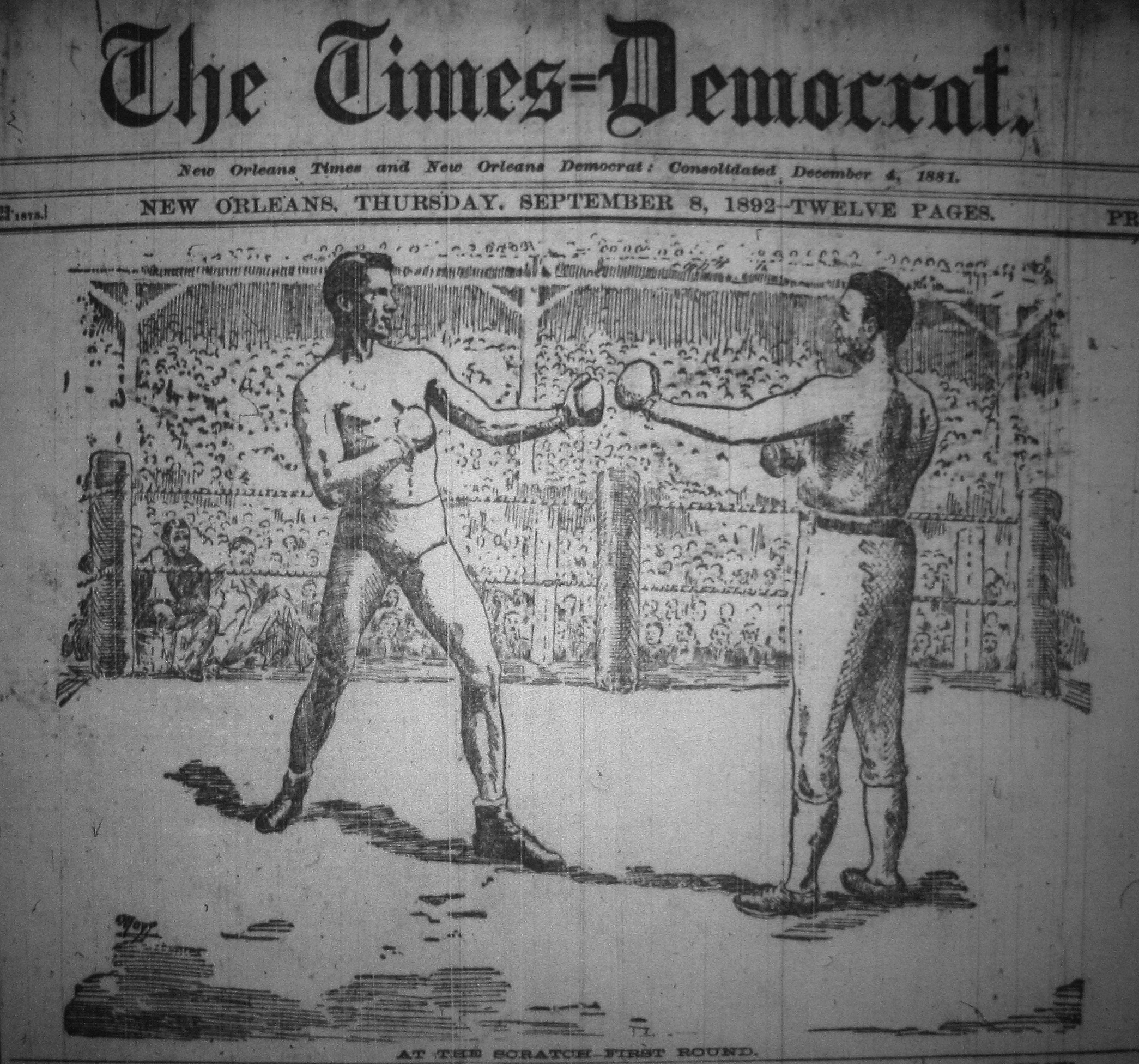
Gentleman Jim Corbett e John L. Sullivan no Olympic Club, Nova Orleans, The Times-Democrat, 8 de setembro de 1892
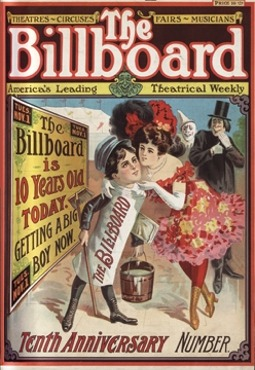
Edição do décimo aniversário da Billboard, 1904
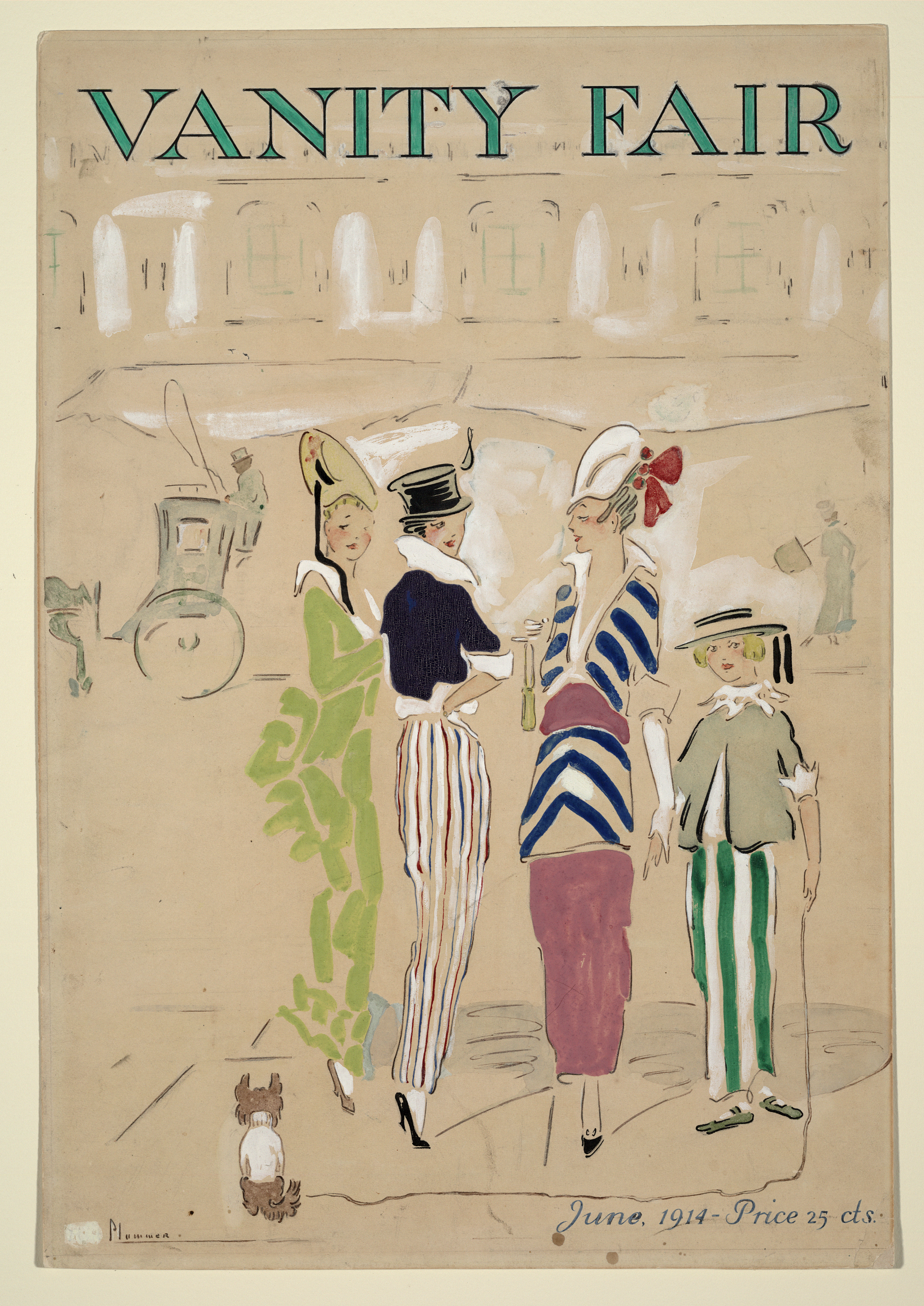
Vanity Fair, junho de 1914
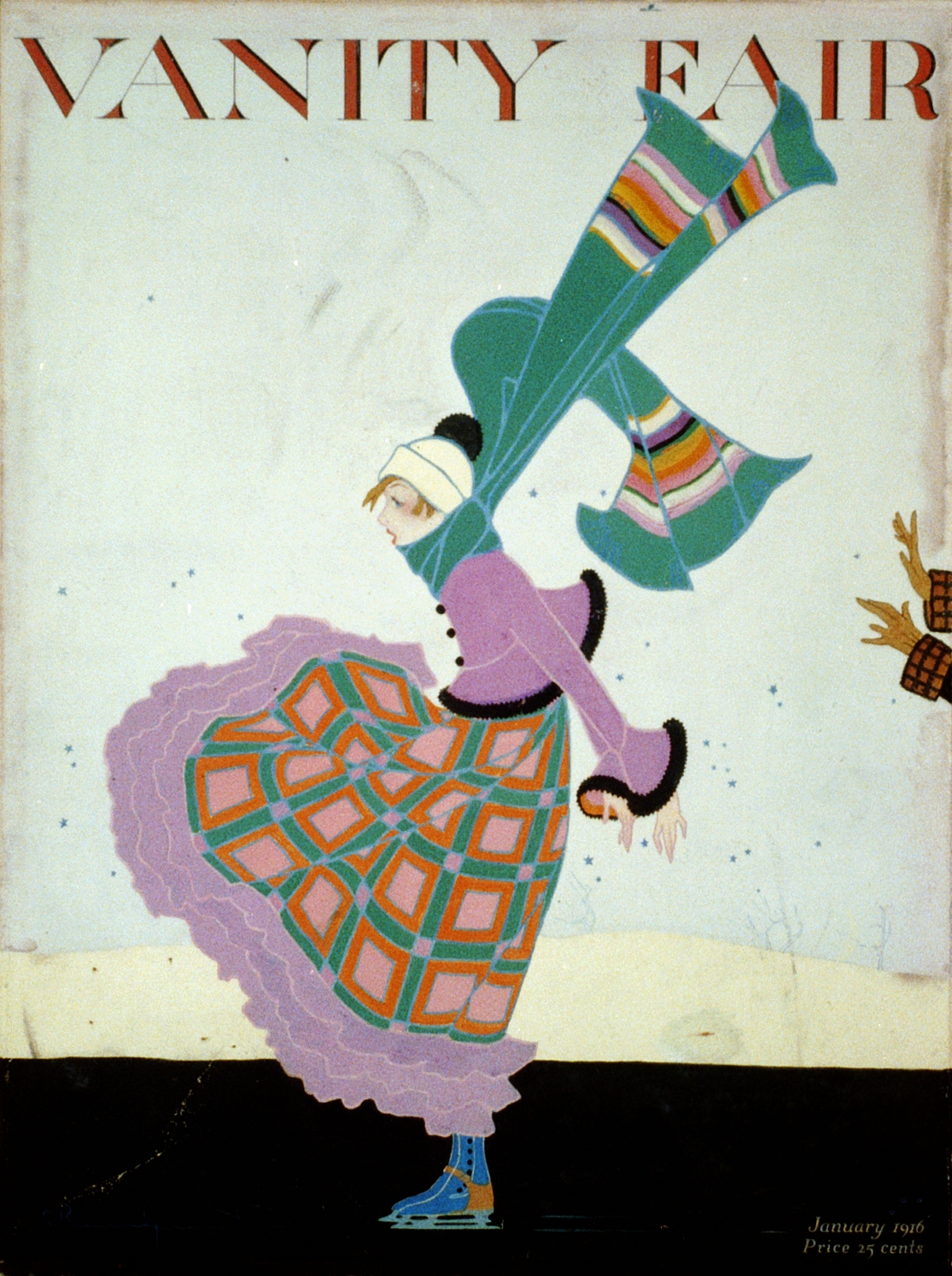
Skatista com cachecol, ilustrado por Ethel Caroline Rundquist, Vanity Fair, janeiro de 1916
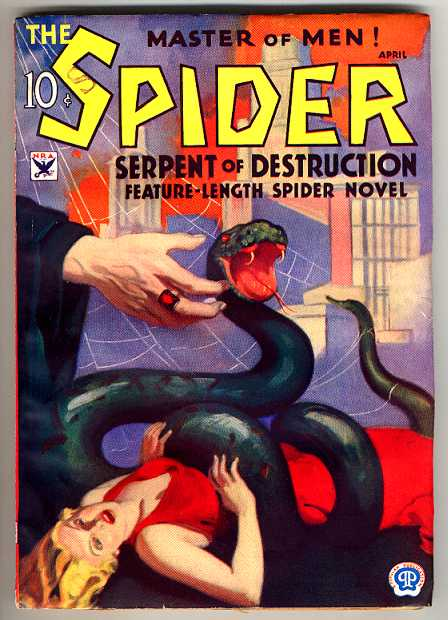
Revista Pulp Spider, vol. 2, no. 3, abril de 1934
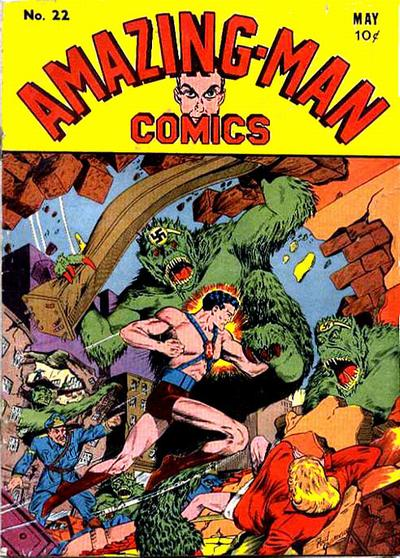
Amazing Man Comics no. 22, ilustrado por Paul Gustavson, maio de 1941

### Partituras, gravações musicais

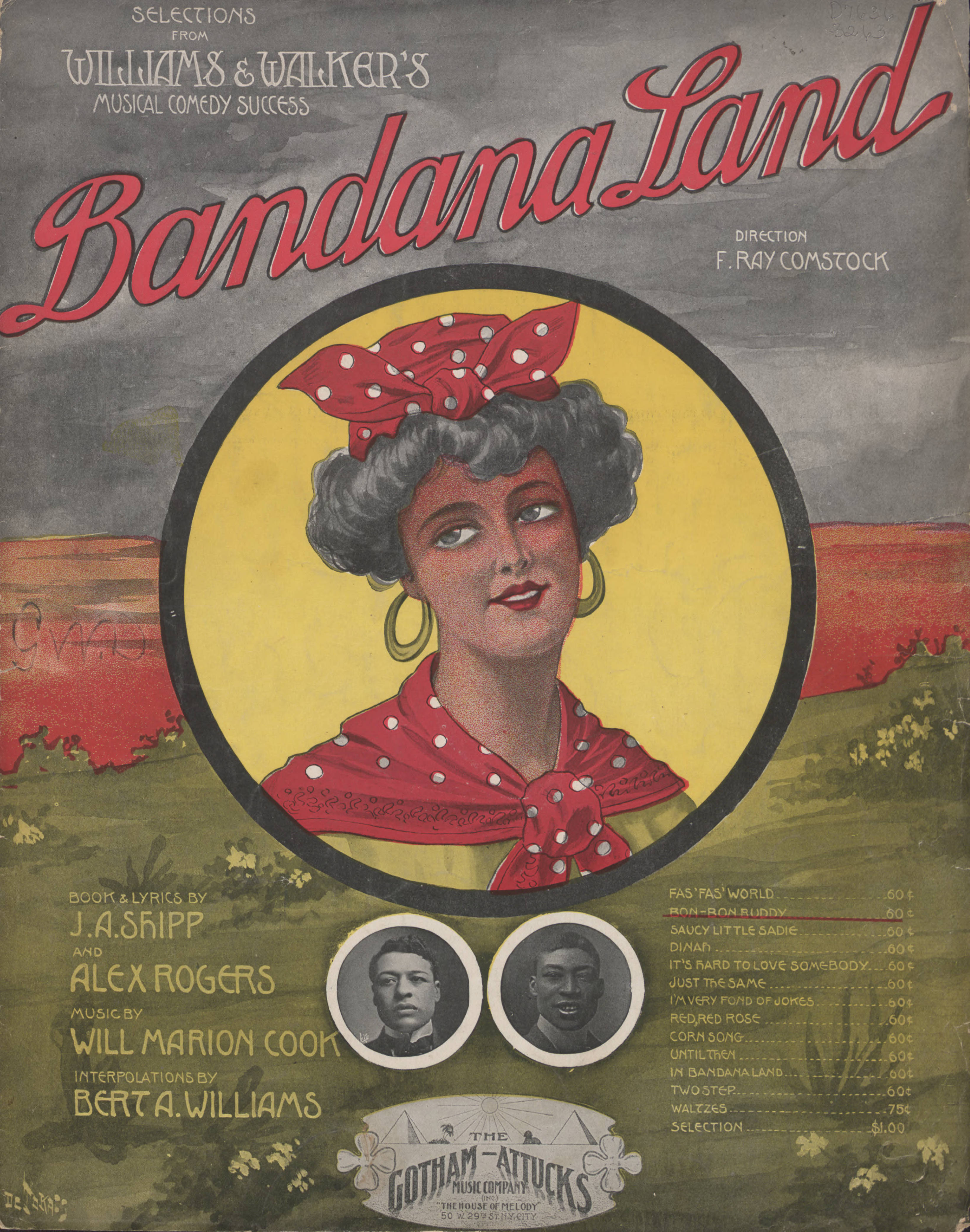
Partituras do musical da Broadway, Bandanna Land, Andréa Stephen Chevalier de Takacs, ilustrador, editora Gotham-Attucks, 1908
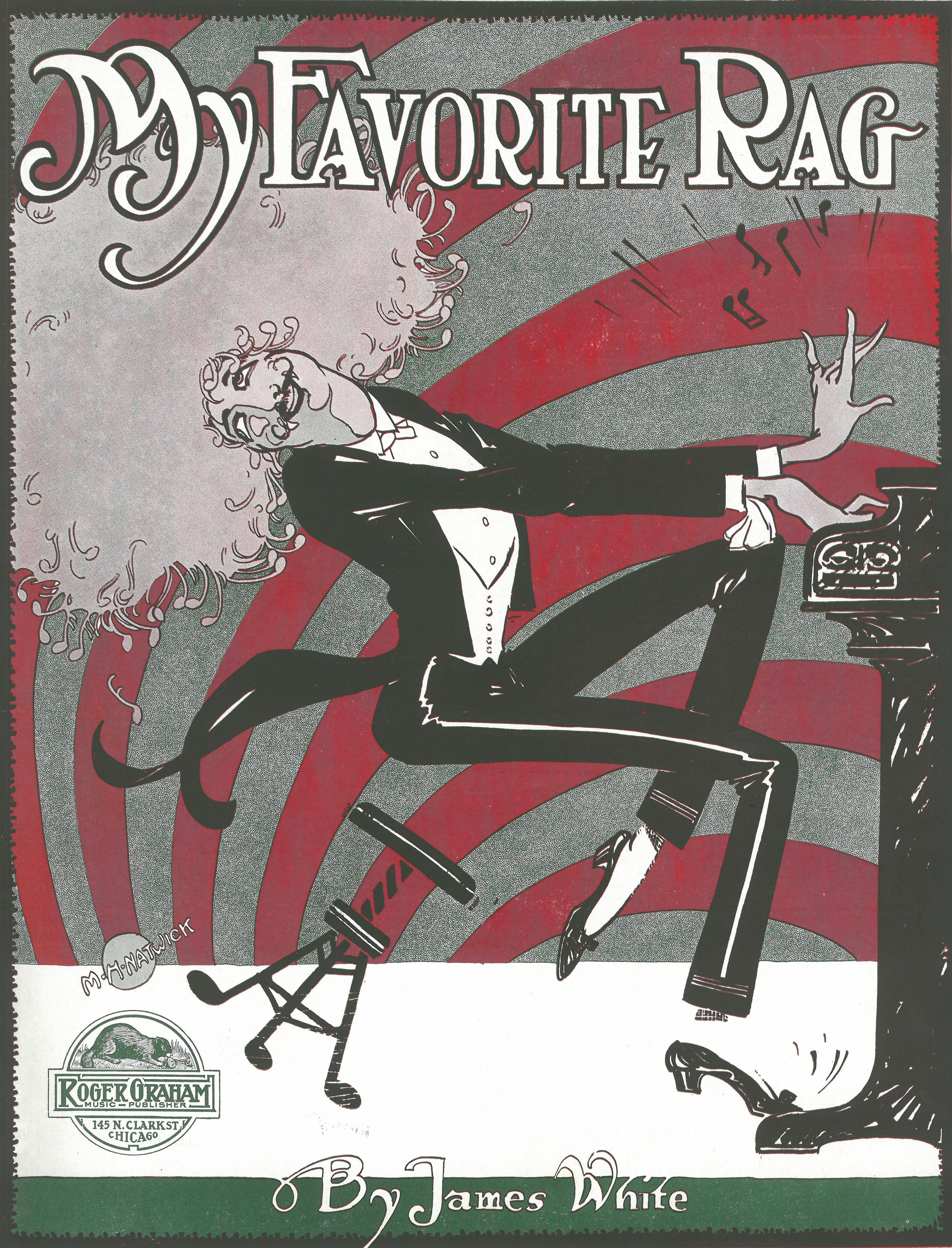
"My Favorite Rag", de James White, ilustração de Grim Natwick (um de seus primeiros trabalhos publicados), 1915
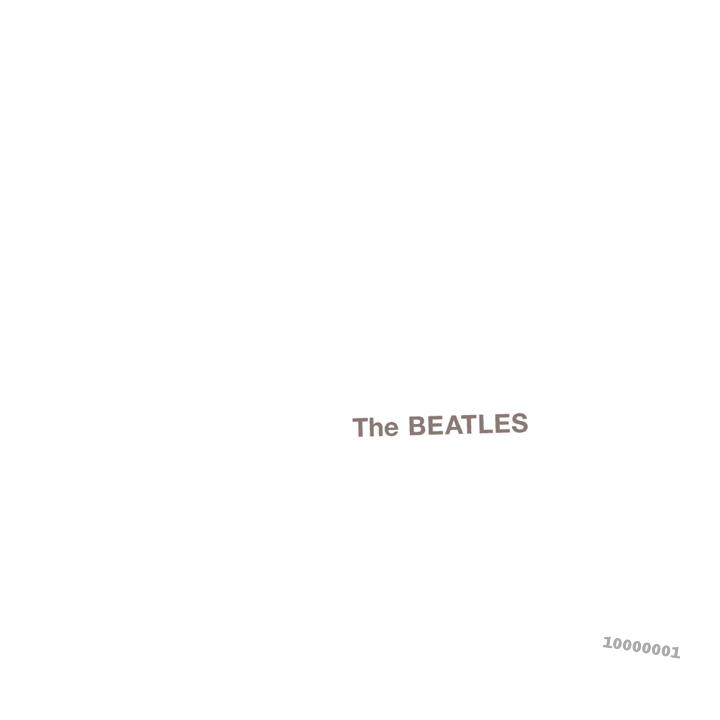
Capa do White Album dos Beatles, 1968
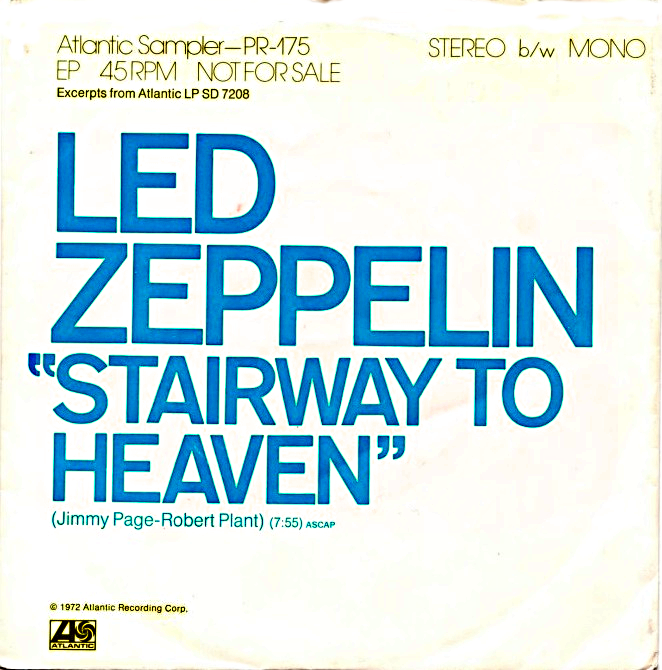
Capa do single promocional do Led Zeppelin "Stairway to Heaven", 1971
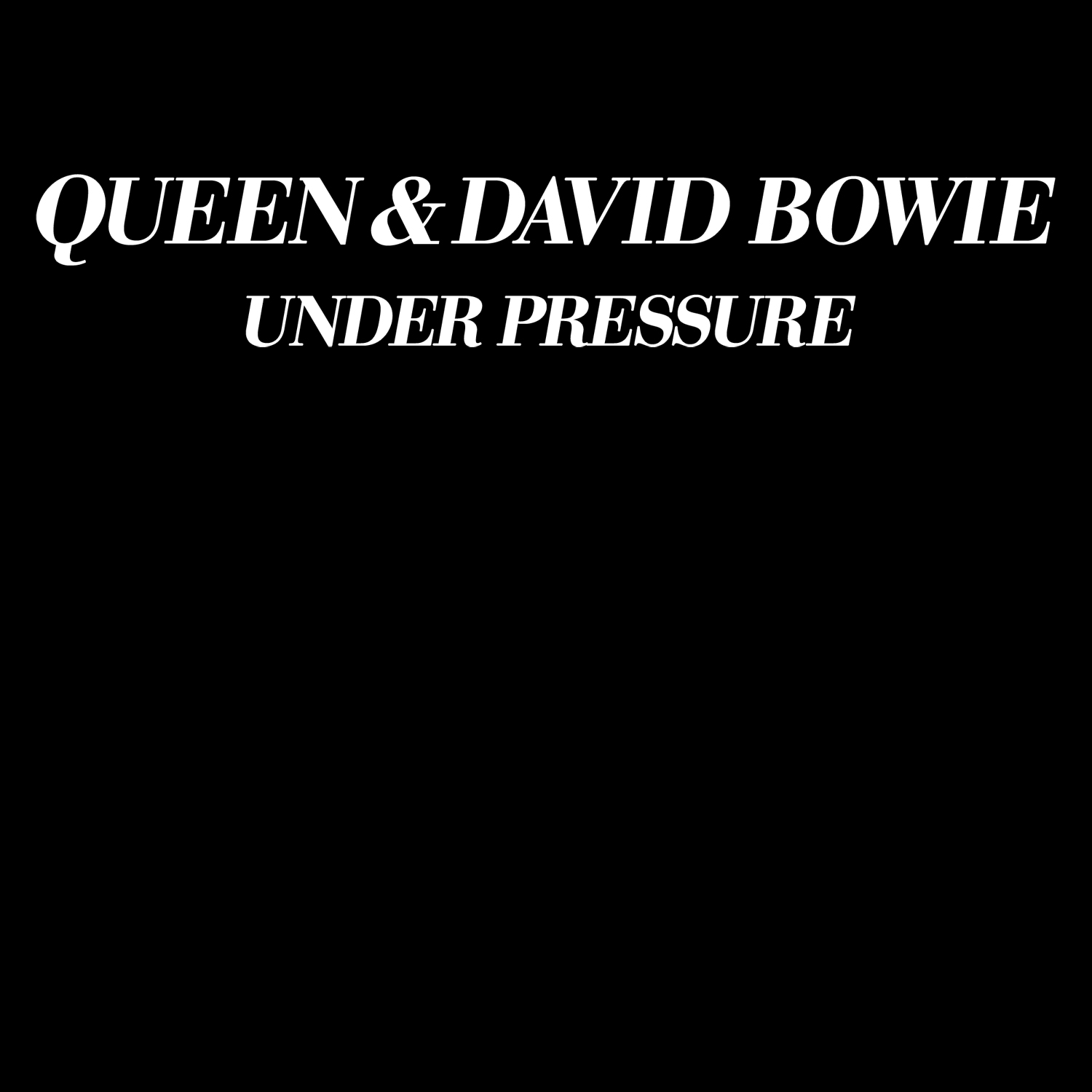
Capa do single "Under Pressure", de Queen e David Bowie, 1981
Capa do álbum homônimo de Beyoncé, 2013
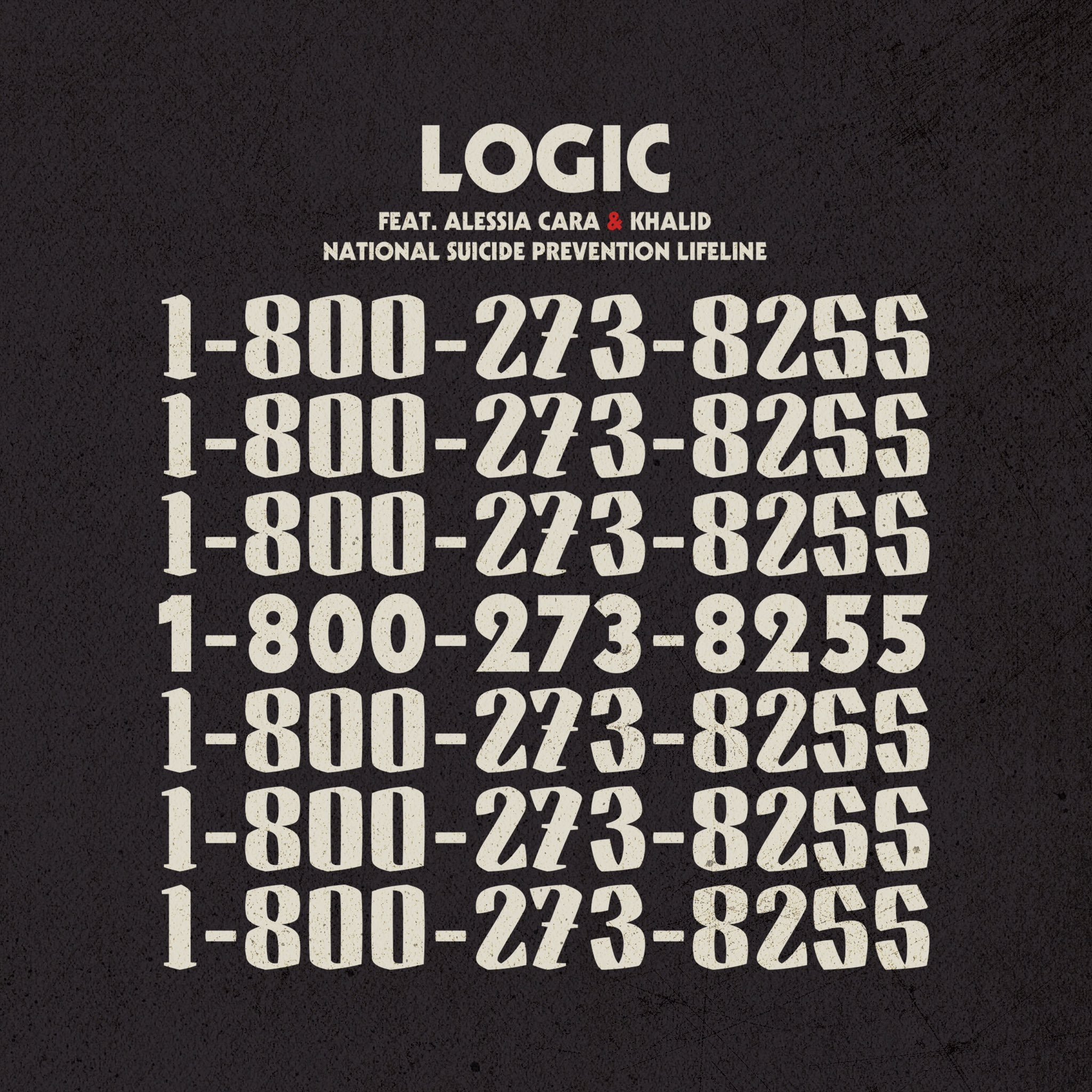
Capa para o single "1-800-273-8255", de Logic, com a participação de Alessia Cara e Khalid, 2017
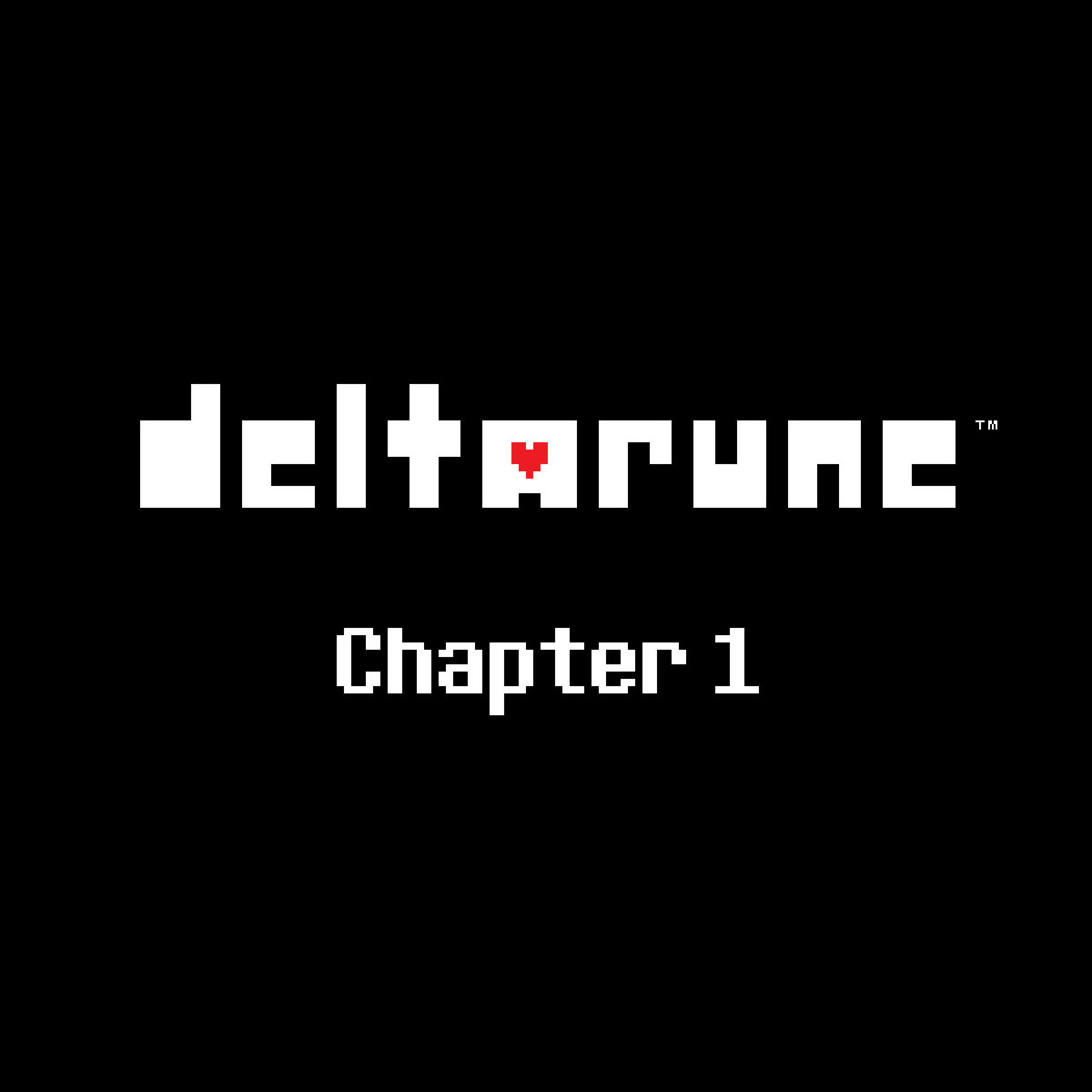
Capa da trilha sonora de Toby Fox para o primeiro capítulo de Deltarune, 2018